# Biografielijst An

## An
- An Byeong-hun (1991), Zuid-Koreaans golfer

## Ana

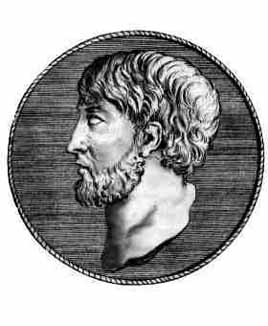
Anaximenes

- Marcos Ana, pseudoniem van Fernando Macarro Castillo (1920-2016), Spaans politieke gevangene en dichter
- Paus Anacletus (+88), Romeins (?) paus (76-88)
- Aiva Anagnostiadis (2007), Australisch autocoureur
- Viswanathan Anand (1969), Indiaas schaker
- Merouane Anane (1990), Algerijns voetballer
- Franklin Anangonó (1974-2022), Ecuadoriaans voetballer
- El Anatsui (1944), Ghanees beeldhouwer
- Anastacia (1968), Amerikaans popzangeres
- Anastasia van Rusland (1901-1918), dochter van tsaar Nicolaas II van Rusland
- Albert Anastasia (1902-1957), Italiaans-Amerikaans crimineel
- Asjot Anastasian (1964-2016), Armeens schaker
- Anastasios Yannoulatos (Anastasios I) (1929-2025), Grieks-Albanees aartsbisschop; Primaat Albanees-orthodoxe kerk
- Anaxagoras (5e eeuw v.Chr.), Grieks filosoof
- Anaximander (6e eeuw v.Chr.), Grieks filosoof
- Anaximenes (6e eeuw v.Chr.), Grieks filosoof
- Alberto Anaya Gutiérrez (1946), Mexicaans politicus
- Pedro María de Anaya y de Álvarez (1794-1854), president van Mexico (1847-1848) en militair

## Anb
- Ton Anbeek (1944), Nederlands schrijver

## Anc
- Carlo Ancelotti (1959), Italiaans voetballer en voetbalcoach
- Bert Anciaux (1959), Belgisch politicus
- Etienne Anciaux (1923-1989), Belgisch politicus
- Koen Anciaux (1961), Belgisch politicus
- Louise Anciaux (1902-1989), Belgisch directrice van een kinderopvangtehuis en Rechtvaardige onder de Volkeren
- Vic Anciaux (1931-2023), Belgisch politicus
- Mario Ančić (1984), Kroatisch tennisser
- Jules Ancion (1924-2011), Nederlands hockeyer en -coach
- Hedy d'Ancona (1937), Nederlands politica
- Jacques d'Ancona (1937-2024), Nederlands journalist
- Marcellus van Ancyra (ca.285-374), bisschop

## And

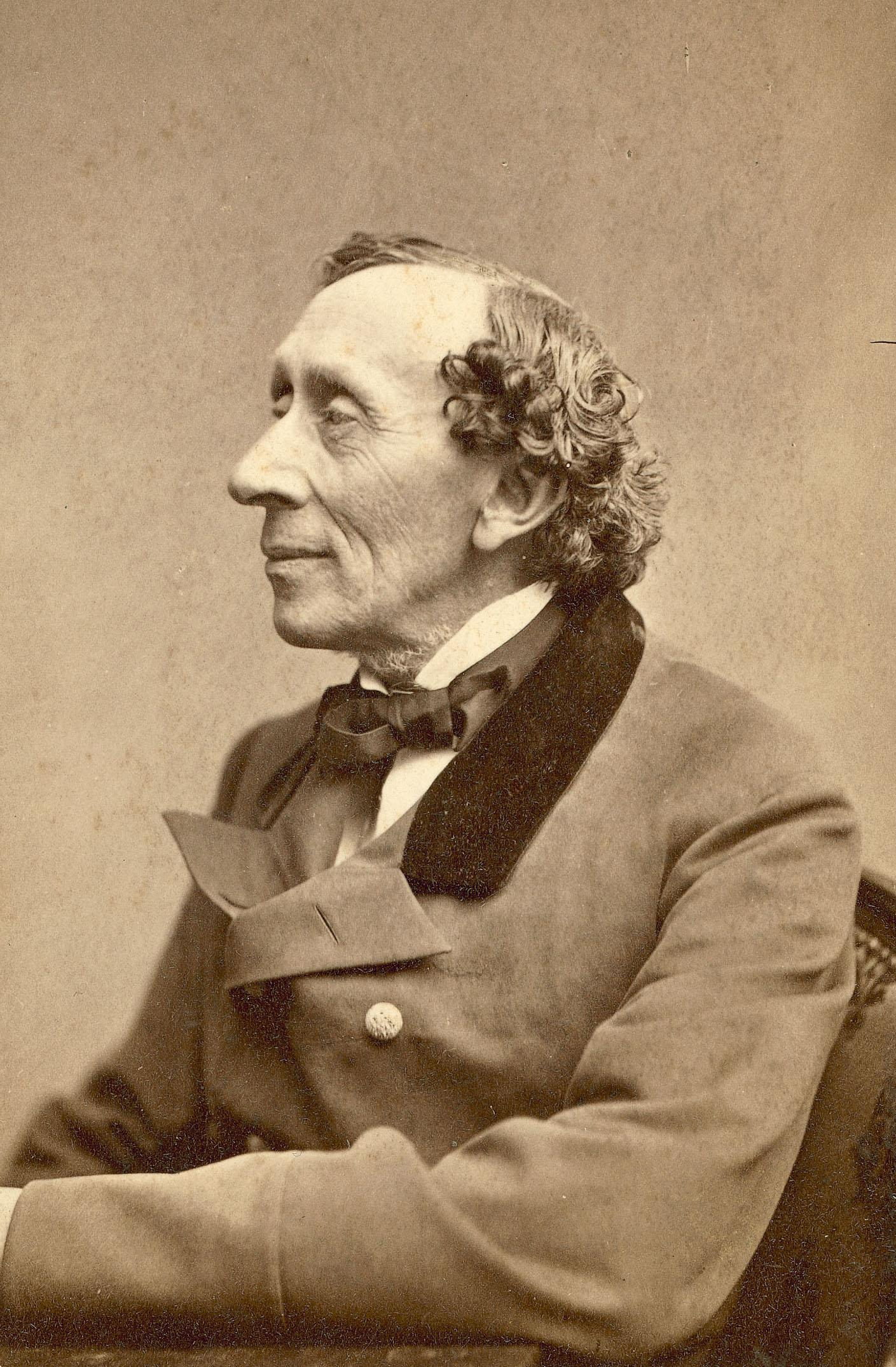
Hans Christian Andersen

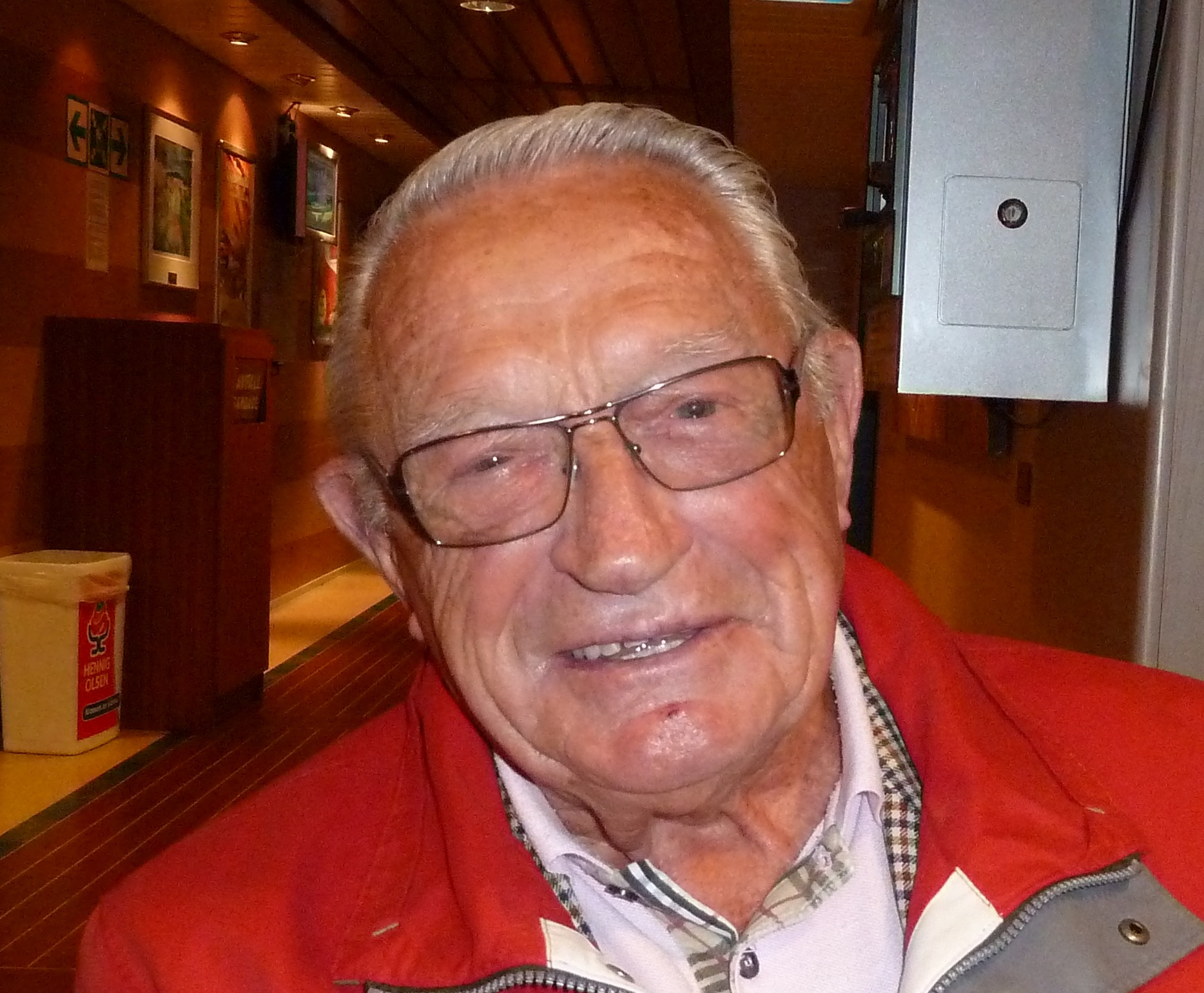
Hjalmar Andersen

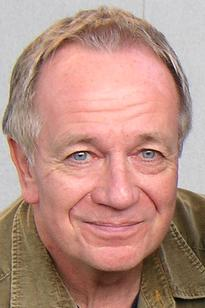
Sam Anderson

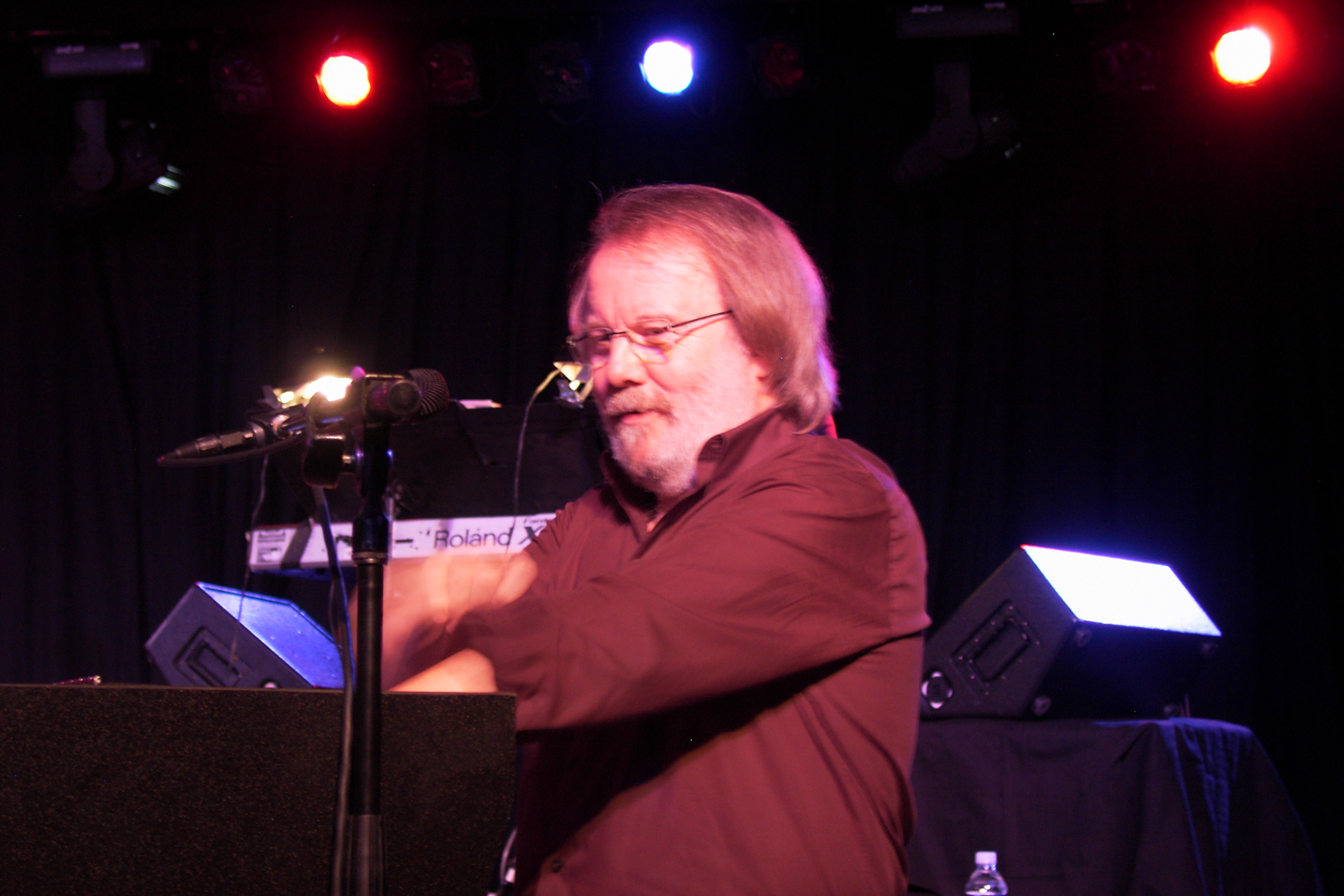
Benny Andersson (2006)

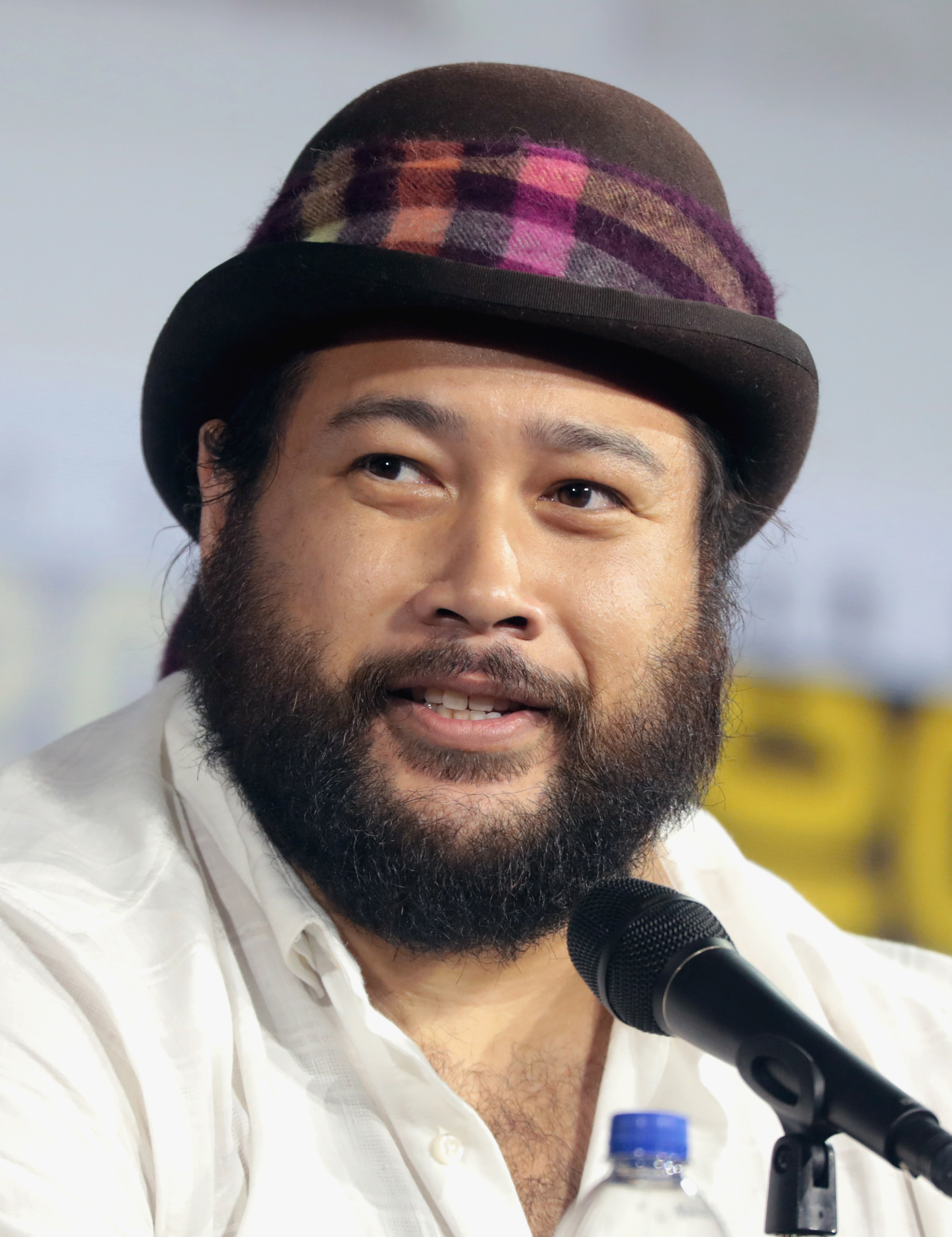
Cooper Andrews, 2019

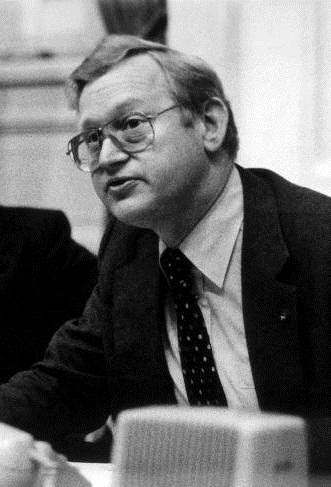
Frans Andriessen

- Simón de Anda (1701-1776), Spaans koloniaal bestuurder
- Henny van Andel-Schipper (1890-2005), enige tijd Nederlands oudste en oudste levende mens ter wereld
- Olaf van Andel (1984), Nederlands roeier
- Pieter van Andel (1969), Nederlands roeier
- Wim Anderiesen jr. (1931-2017), Nederlands voetballer
- Maureen Anderman (1946), Amerikaans actrice
- Peter Anders (1908-1954), Duits operazanger
- William Anders (1933-2024), Amerikaans ruimtevaarder
- Arild Andersen (1945), Noors bassist
- Bridgette Andersen (1975-1997), Amerikaans actrice
- Carl Ebbe Andersen (1929-2009), Deens roeier
- Dorothy Hansine Andersen (1901-1963), Amerikaans kinderarts en pathologe
- Espen Andersen (1993), Noors noordsecombinatieskiër
- Greta Andersen (1927-2023), Deens zwemster
- Hans Christian Andersen (1805-1875), Deens sprookjesschrijver
- Henrik Andersen (1965), Deens voetballer
- Hjalmar Andersen (1923-2013), Noors schaatser
- Iver Tildheim Andersen (2000), Noors langlaufer
- Joachim Andersen (1847-1909), Deens fluitist, dirigent en componist
- Jørn Andersen (1963), Noors-Duits voetballer en voetbalcoach
- Kasper Andersen (1984), Deens autocoureur
- Kim Andersen (1958), Deens wielrenner
- Klemen Andersen (1484-1536), Deens kaper
- Kristoffer Andersen (1985), Deens-Belgisch voetballer
- Lale Andersen (1905-1972), Duits zangeres
- Lotte Andersen (1963), Deens actrice
- Lucas Andersen (1994), Deens voetballer
- Mads Kruse Andersen (1978), Deens roeier
- Ove Andersen (1899-1967), Fins atleet
- Petter Andersen (1974), Noors schaatser
- Stephan Andersen (1981), Deens voetballer
- Vladimir Andersen (1989), Deens darter
- Wies Andersen (1936-2023), Belgisch acteur, tv-presentator en regisseur
- Gabriela Andersen-Schiess (1945), Zwitsers atlete
- Alyssa Anderson (1990), Amerikaans zwemster
- Benedict Anderson (1936-2015), Amerikaans antropoloog en politicoloog
- Bob Anderson (1922-2012), Brits stuntman
- Bob Anderson (1931-1967), Brits coureur
- Bob Anderson (1947), Engels darter
- Brandon Anderson (1998), Amerikaans basketballer
- Carl Anderson (1905-1991), Amerikaans astrofysicus en Nobelprijswinnaar
- Carl Anderson (1945-2004), Amerikaans acteur
- Charles Anderson (1914-1993), Amerikaans ruiter
- Clayton Anderson (1957), Amerikaans ruimtevaarder
- Eric C. Anderson (1074), Amerikaans ruimtevaartondernemer
- Erich Anderson (1956-2024), Amerikaans acteur
- Fred Anderson (1929-2010), Amerikaans saxofonist
- Fredrik Andersson Hed (1972-2021), Zweeds golfer
- Freya Anderson (2001), Brits zwemster
- Gary Anderson (1970), Schots darter
- Gillian Anderson (1968), Amerikaans actrice
- Grete Waitz-Anderson (1953-2011), Noors atlete
- Haley Anderson (1991), Amerikaans zwemster
- Hugh Anderson (1936), Nieuw-Zeelands motorcoureur
- Ian Anderson (1947), Brits musicus (Jethro Tull)
- Jacob Anderson (1990), Brits acteur en zanger
- Jamie Anderson (1990), Amerikaans snowboardster
- Jasey-Jay Anderson (1975), Canadees snowboarder
- Jo Anderson (1958), Amerikaans actrice
- John Anderson (1907-1948), Amerikaans atleet
- Jon Anderson (1949), Amerikaans atleet
- Kevin Anderson (1960), Amerikaans acteur
- Kyle Anderson (1987-2021), Australisch darter
- Leroy Anderson (1908-1975), Amerikaans componist
- Loni Anderson (1945-2025), Amerikaans actrice
- Lynn Anderson (1947-2015), Amerikaans countryzangeres
- Marvin Anderson (1982), Jamaicaans atleet
- Melissa Sue Anderson (1962), Amerikaans actrice
- Michael Anderson (1959-2003), Amerikaans ruimtevaarder
- Nickesha Anderson (1985), Jamaicaans atlete
- Nicole Anderson (1990), Amerikaans actrice
- Pamela Anderson (1967), Amerikaans actrice
- Paul Thomas Anderson (1970), Amerikaans regisseur en scenarioschrijver
- Phil Anderson (1958), Australisch wielrenner
- Philip Warren Anderson (1923-2020), Amerikaans natuurkundige en Nobelprijswinnaar
- Pink Anderson (1900-1974), Amerikaans blueszanger en gitarist
- Roland Anderson (1935), Zweeds beeldhouwer
- Sam Anderson (1945), Amerikaans acteur
- Scott Anderson (1989), Amerikaans autocoureur
- Stig Anderson (1931-1997), Zweeds tekstschrijver en muziekmanager
- Sylvia Anderson (1937-2016), Brits stemactrice
- Tori Anderson (1988), Amerikaans actrice
- Viv Anderson (1956), Engels voetballer en voetbalcoach
- Adolf Anderssen (1818-1879), Duits schaker
- Agneta Andersson (1961-2023), Zweeds kanovaarster
- Anders Andersson (1974), Zweeds voetballer
- Arne Andersson (1917-2009), Zweeds atleet
- Benny Andersson (1946), Zweeds musicus
- Bibi Andersson (1935), Zweeds actrice
- Charles John Andersson (1827-1867), Zweeds ontdekkingsreiziger, jager en handelaar
- Cletus Andersson (1893-1971), Zweeds waterpolospeler
- Conny Andersson (1939), Zweeds Formule 1-coureur
- Dan Andersson (1888-1920), Zweeds dichter en schrijver
- Daniel Andersson (1977), Zweeds voetballer
- David Andersson (1994), Zweeds schaatser
- Ebba Andersson (1997), Zweeds langlaufster
- Fredrik Andersson Hed (1972), Zweeds golfer
- Göte Andersson (1909-1975), Zweeds waterpolospeler
- Hans Andersson (1946), Nederlands omroepvoorzitter
- Harriet Andersson (1932), Zweeds actrice
- Ingvar Andersson (1899-1974), Zweeds schrijver en historicus
- Isabellah Andersson (1980), Keniaans-Zweeds atlete
- Johan Andersson (1974), Zweeds programmeur
- Jonas Andersson (1977), Zweeds rallynavigator
- Karin Dreijer Andersson (1975), Zweeds muzikante en zangeres
- Kennet Andersson (1967), Zweeds voetballer
- Kent Andersson (1942-2006), Zweeds motorcoureur
- Leif Erland Andersson (1944-1979), Zweeds astronoom
- Lina Andersson (1981), Zweeds langlaufster
- Magnus F. Andersson (1953), Zweeds componist en trombonist
- Michael Andersson (1959), Zweeds voetballer
- Michael Andersson (1967), Zweeds wielrenner
- Nils Johan Andersson (1821-1880), Zweeds botanicus
- Oskar Andersson (1877-1906), Zweeds striptekenaar en illustrator
- Otto Andersson (1891-?), Zweeds schaatser
- Ove Andersson (1938-2008), Zweeds rallyrijder
- Patrik Andersson (1967), Zweeds voetballer
- Patrik Andersson (1971), Zweeds voetballer
- Per-Gunnar Andersson (1980), Zweeds rallyrijder
- Petter Andersson (1985), Zweeds voetballer
- Roy Andersson (1943), Zweeds regisseur, scenarioschrijver, filmproducent en maker van reclamespots
- Sten Andersson (1923-2006), Zweeds politicus
- Torsten Andersson (1926-2009), Zweeds kunstschilder
- Ulf Andersson (1951), Zweeds schaker
- Viktor Andersson (1992), Zweeds freestyleskiër
- Andien, (1985), Indonesisch zangeres
- Jakob Andkjær (1985), Deens zwemmer
- Julien Andlauer (1999), Frans autocoureur
- Adjoa Andoh (1963), Brits actrice
- Ljoedmila Andonova (1960), Bulgaars atlete
- Mário de Andrade (1893-1945), Braziliaans schrijver, dichter, essayist, criticus, kunsthistoricus en musicoloog
- Mayra Andrade (1985), Kaapverdiaans zangeres
- Rui Andrade (1999), Angolees autocoureur
- Bert André (1941-2008), Nederlands acteur
- Carl Andre (1935-2024), Amerikaans beeldhouwer
- Didier André (1974), Frans autocoureur
- Fred André (1941-2017), Nederlands voetballer
- Kees Andrea (1914-2006), Nederlands graficus, kunstenaar, kunstschilder en tekenaar
- Andreas Capellanus, middeleeuws schrijver
- Lisa Andreas (1987), Engels-Cypriotisch zangeres
- Lou Andreas-Salomé (1861-1937), Duits psychoanalytica en schrijfster
- Ingvar Andreasson (1959), Zweeds schaker
- Andrea Andreen (1888-1972), Zweeds arts, feministe en vredesactiviste
- Alessandro Andrei (1959), Italiaans atleet
- Sandra Andreis (1975), Zweeds actrice
- Georgi Andrejev (1976), Russisch atleet
- Igor Andreev (1983), Russisch tennisser
- Carlo Andreoli (1945), Nederlands glazenier en glaskunstenaar
- Giulio Andreotti (1919), Italiaans politicus
- Brandi Andres (1973), Amerikaans actrice
- Emil Andres (1911-1999), Amerikaans autocoureur
- Ursula Andress (1936), Zwitsers actrice
- Jarett Andretti (1992), Amerikaans autocoureur
- John Andretti (1963), Amerikaans autocoureur
- Marco Andretti (1987), Amerikaans autocoureur
- Mario Andretti (1940), Amerikaans autocoureur
- Michael Andretti (1962), Amerikaans autocoureur
- Lucilla Andreucci (1969), Italiaans atlete
- Michael Andrew (1999), Amerikaans zwemmer
- Cooper Andrews (1985), Amerikaans acteur
- David Andrews (1952), Amerikaans acteur
- Dean Andrews (1963), Engels acteur
- Ernie Andrews (1927-2022) Amerikaans blues- en jazzzanger
- Julie Andrews (1935), Brits actrice
- William Andrews (1977), Brits acteur, filmproducent, filmregisseur en komiek
- Nikolaj Andrianov (1952-2011), Russisch turner
- Tatjana Andrianova (1979), Russisch atlete
- Aad Andriessen (1960-2021), Nederlands voetballer
- Caecilia Andriessen (1931-2019), Nederlands pianiste, muziekpedagoog en componiste
- Cees Andriesse (1939) Nederlands natuurkundige, schrijver en wetenschapshistoricus
- Koos Andriessen (1928-2019), Nederlands econoom, ambtenaar, bestuurder en politicus
- Frans Andriessen (1929-2019), Nederlands politicus
- Hendrik Andriessen (1892-1981), Nederlands organist en componist
- Jan Andriessen (1894-1978), Nederlands politicus en vakbondsleider
- Jurriaan Andriessen (1925-1996), Nederlands componist
- Jurriaan Andriessen (1951-1991), Nederlands beeldend kunstenaar, musicus, componist en schrijver
- Louis Andriessen (1939-2021), Nederlands componist
- Mari Andriessen (1897-1979), Nederlands beeldhouwer
- Pieter Andriessen (1943-2005), Vlaams musicoloog
- Willem Andriessen (1887-1964), Nederlands componist en pianist
- Michel Andrieux (1967), Frans roeier
- Franko Andrijašević (1991), Kroatisch voetballer
- Dimitris Andrikopoulos (1971), Grieks-Nederlands componist en musicus
- Casey Andringa (1995), Amerikaans freestyleskiër
- Joeri Andropov (1914-1984), Russisch leider van de Sovjet-Unie (1982-1984)
- Hannes Androsch (1938-2024), Oostenrijks ondernemer en politicus
- Pablo Andújar (1986), Spaans tennisser

## Ane
- Nicolas Anelka (1979), Frans voetballer
- Johannes Allatus Anemaet (1791-1824), Nederlands officier der Genie
- Jules Joseph d'Anethan (1803-1888), Belgisch politicus

## Anf
- Christian Anfinsen (1916-1995), Amerikaans biochemicus en Nobelprijswinnaar

## Ang
- Eric Ang (1971), Filipijns schietsporter
- Michelle Ang (1983), Nieuw-Zeelands actrice
- Edgardo Angara (1934), Filipijns politicus
- Juan Edgardo Angara (1972), Filipijns politicus
- Simone Angel (1971), Nederlands presentatrice
- Chriss Angel (1967), Amerikaans goochelaar
- Jonathan Angel (1977), Amerikaans acteur
- Miguel Ángel González Suárez (1947-2024), Spaans voetballer
- Ramsey Angela (1999), Nederlands atleet
- Max Angelelli (1966), Italiaans autocoureur
- Victoria de los Ángeles (1923-2005), Spaans operazangeres
- Felipe de Jesús Ángeles Ramírez (1868-1919), Mexicaans militair
- Pablo Angeles (1889-1965), Filipijns politicus
- Alex de Angelis (1984), San Marinees motorcoureur
- Valentina de Angelis (1989), Amerikaans actrice
- Theo Angelopoulos (1935-2012), Grieks filmregisseur en journalist
- Henk Angenent (1967), Nederlands boer en marathonschaatser
- Karel Angermille (1873-1938), Belgisch journalist, schrijver en politicus en Vlaams activist
- Anggun (1974), Indonesisch rock- en popzangeres
- Monica Anghel (1971), Roemeens zangeres
- Angelus August Eugeen Angillis (1830-1870), Belgisch notaris
- Angelus Benedictus Xaverius Angillis (1776-1844), Zuid-Nederlands en Belgisch notaris, ondernemer en politicus
- Giulio Angioni (1939-2017), Italiaans schrijver en antropoloog
- Elkanah Angwenyi (1983), Keniaans atleet

## Ani
- Darko Anić (1974), Servisch voetballer
- Hannes Anier (1985), Estisch voetballer
- Henri Anier (1990), Estisch voetballer
- Marina Anissina (1975), Russisch-Frans kunstschaatsster
- Jennifer Aniston (1969), Amerikaans actrice
- Vurnon Anita (1989), Nederlands-Curaçaos voetballer
- Anitta (1993), Braziliaans zangeres

## Anj
- Mylène d'Anjou (1966), Nederlands cabaretière

## Ank
- Ed Anker (1978), Nederlands politicus
- Hans Anker (1953), Nederlands advocaat
- Robert Anker (1946), Nederlands dichter
- Wim Anker (1953), Nederlands advocaat
- Edwin van Ankeren, (1968) Nederlands voetballer
- Marie Margaretha Anklin (1878-1916) Zwitserse lerares, violiste en bibliothecaresse
- Andrija Anković (1937-1980), Kroatisch voetballer en voetbaltrainer

## Anl
- Justin Anlezark (1977), Australisch atleet

## Ann

Anna van Buren

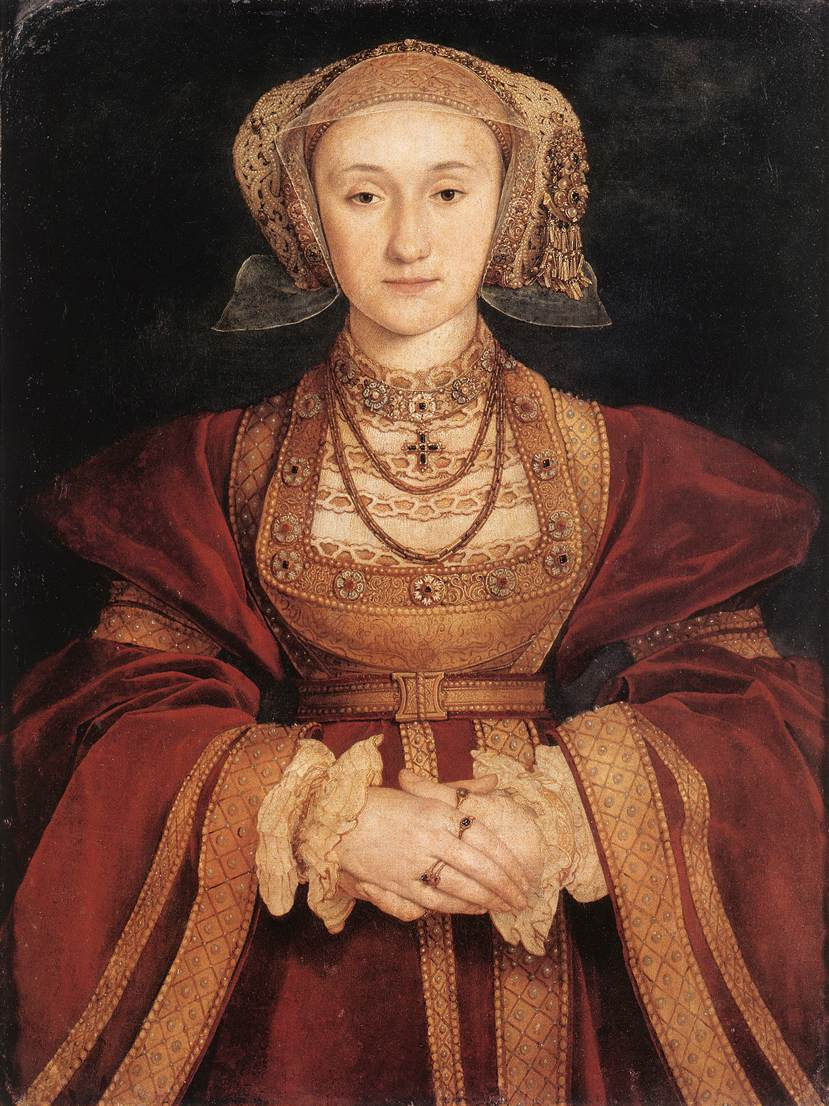
Anna van Kleef

- Anna Amalia van Baden-Durlach (1595-1651), regentes van Nassau-Saarbrücken (1640-1651)
- Anna Catharina van Nassau-Ottweiler (1653-1731), Duitse edelvrouw
- Anna Johanna van Nassau-Siegen (1594-1636), Duits/Nederlands gravin
- Anna Paulowna van Rusland (1795-1865), echtgenote van koning Willem II van Nederland
- Anna van Egmont (1533-1558), eerste echtgenote van Willem van Oranje
- Anna van Groot-Brittannië (1665-1714), koningin van Engeland (1702-1714)
- Anna van Hannover (1709-1759), echtgenote van stadhouder Willem IV
- Anna van Kleef (1515-1557), vierde echtgenote van koning Hendrik VIII van Engeland
- Anna van Lotharingen (1522-1568), vrouw van stadhouder René van Châlon
- Anna van Nassau (1563-1588), tweede dochter van Willem van Oranje
- Anna van Nassau-Hadamar († 1404), Duits gravin
- Anna van Neurenberg (-1355/57), Duitse adellijke vrouw
- Anna van Rusland (1693-1740), tsarina van Rusland (1730-1740)
- Anna van Saksen (1544-1577), tweede echtgenote van Willem van Oranje
- Amina Annabi (1962), Tunesisch zangeres en actrice
- Odette Annable (1985), Amerikaans actrice
- Ken Annakin (1914-2009), Engels filmregisseur
- Kofi Annan (1938), Ghanees secretaris-generaal van de VN (1997-2006)
- Gerolf Annemans (1958), Belgisch politicus
- Anne Marie van Denemarken (1946), Deens prinses en koningin van Griekenland (1964-1967)
- Adrián Annus (1973), Hongaars atleet
- Eddy Annys (1958), Belgisch atleet
- Anna Heringa-Jongbloed (1901-1945), Nederlands verzetslid

## Ano
- Jean Anouilh (1910-1987), Frans toneelschrijver
- Anouk (1975), Nederlands zangeres

## Anq
- Jacques Anquetil (1934-1987), Frans wielrenner

## Anr
- Frans van Anraat (1942), Nederlands zakenman en crimineel
- Cüneyt Arkın (1937-2022), Turks filmacteur, regisseur, producer en vechtsporter
- Peter van Anrooy (1879-1954), Nederlands componist en dirigent

## Ans
- Anousheh Ansari (1966), Iraans-Amerikaans zakenvrouw en eerste vrouwelijke ruimtetoerist
- Aziz Ansari (1983), Amerikaans stand-upcomedian en acteur
- Hermann Anschütz-Kaempfe (1872-1931), Duits wetenschapper en uitvinder van het gyrokompas
- Edward Anseele jr. (1902-1981), Belgisch politicus
- Björn Anseeuw (1976), Belgisch politicus
- Stéphanie Anseeuw (1977), Belgisch politica
- Anselmus (1039-1109), Engels theoloog en aartsbisschop van Canterbury
- Judith Ansems (1972), Nederlands zangeres en presentatrice
- Jean-Joseph Ansiaux (1764-1840), Frans kunstschilder
- Caroline Ansink (1959), Nederlands componist
- Andrus Ansip (1956), Estisch politicus
- Nicolaas Anslijn (1777-1838), Nederlands schrijver
- Humphrey Anson (1938-2022), Surinaams drummer
- Maria Elisa Anson-Roa (1945), Filipijns actrice
- Flory Anstadt (1928-2024), Nederlands regisseur en programmamaker
- Milo Anstadt (1920-2011), Nederlands journalist, schrijver en programmamaker

## Ant
- Adam Ant (1954), Engels musicus (Stuart Leslie Goddard)
- George Antheil (1900-1969), Amerikaans componist en pianist
- Anthemius van Byzantium, regent van Byzantium (408-414)
- Anthemius van Rome, keizer van Rome (467-472)
- Gentil Theodoor Antheunis (1840-1907), Belgisch dichter en componist
- Jef Anthierens (1925-1999), Vlaams journalist en redacteur
- Johan Anthierens (1937-2000), Vlaams journalist, columnist, publicist, schrijver en satiricus
- Karel Anthierens (1935), Belgisch bestuurder, journalist en redacteur
- Liévin Anthierens (1765-1813), Zuid-Nederlands burgemeester
- Liévin Roger Anthierens (1738-1829), Zuid-Nederlands burgemeester
- Déborah Anthonioz (1978), Frans snowboardster
- Carmelo Anthony (1984), Amerikaans basketballer
- Jakara Anthony (1998), Australisch freestyleskiester
- Piers Anthony (1934), Amerikaans schrijver
- Aimé Anthuenis (1943), Belgisch voetbalcoach
- Filip Anthuenis (1965), Belgisch politicus
- Antinoüs (ca.111-130), Grieks geliefde van Romeins keizer Hadrianus
- Antiochus II (286-246 v.Chr.), koning van de Seleuciden (261-246 v.Chr.)
- Natalja Antjoech (1981), Russisch atlete
- Giancarlo Antognoni (1954), Italiaans voetballer
- Antoine (1884-1976), Frans vooruitstrevende kapper van Poolse afkomst
- André Antoine (1960), Belgisch politicus
- Bruno Antoine (?), Belgisch syndicalist
- Fernand Antoine (1932), Belgisch politicus
- Georges Antoine (1892-1918), Belgisch componist
- Matthew Antoine (1985), Amerikaans skeletonracer
- Ailbertus van Antoing (1060-1122), Belgisch priester
- Abel Antón (1962), Spaans atleet
- Igor Antón (1983), Spaans wielrenner
- Andrea Kimi Antonelli (2006), Italiaans autocoureur
- Dominic Antonelli (1967), Amerikaans ruimtevaarder
- Niccolò Antonelli (1996), Italiaans motorcoureur
- Ion Antonescu (1882-1946), Roemeens militair en fascistisch politicus
- Antonia (36 v.Chr.-37 n. Chr.), keizerin van Rome
- Peter Antonie (1958), Australisch roeier
- Magnolia Antonino (1915-2010), Filipijns politicus
- Antoninus Pius (86-161), keizer van Rome (138-161)
- Felix Antonio (1911-1991), Filipijns advocaat en rechter
- Geert Antonio (1980), Belgisch politicus
- Geraldo António (1994), Angolees-Nederlands voetballer
- Michail Antonio (1990), Engels voetballer
- Pablo Antonio (1901-1975), Filipijns architect
- Michelangelo Antonioni (1912-2007), Italiaans filmregisseur, dichter en schrijver
- Antonius van Egypte (251-356), Egyptisch kerkvader
- Antonius van Padua (1195-1231), Portugees missionaris en theoloog
- Oleg Antonov (1906-1984), Russisch vliegtuigbouwer
- Jason Antoon (1971), Amerikaans acteur, filmproducent, filmregisseur en scenarioschrijver
- Gabriela Antova (2002), Bulgaarse schaakster
- Maria van Antwerpen (1719-1781), Nederlandse militair en travestiet

## Anu
- Anuhea (1985), Amerikaans singer-songwriter

## Anv
- Cas Anvar (1966), Canadees (stem)acteur en scenarioschrijver
- Jaan Anvelt (1884-1937), Estisch communistisch politicus

## Anw

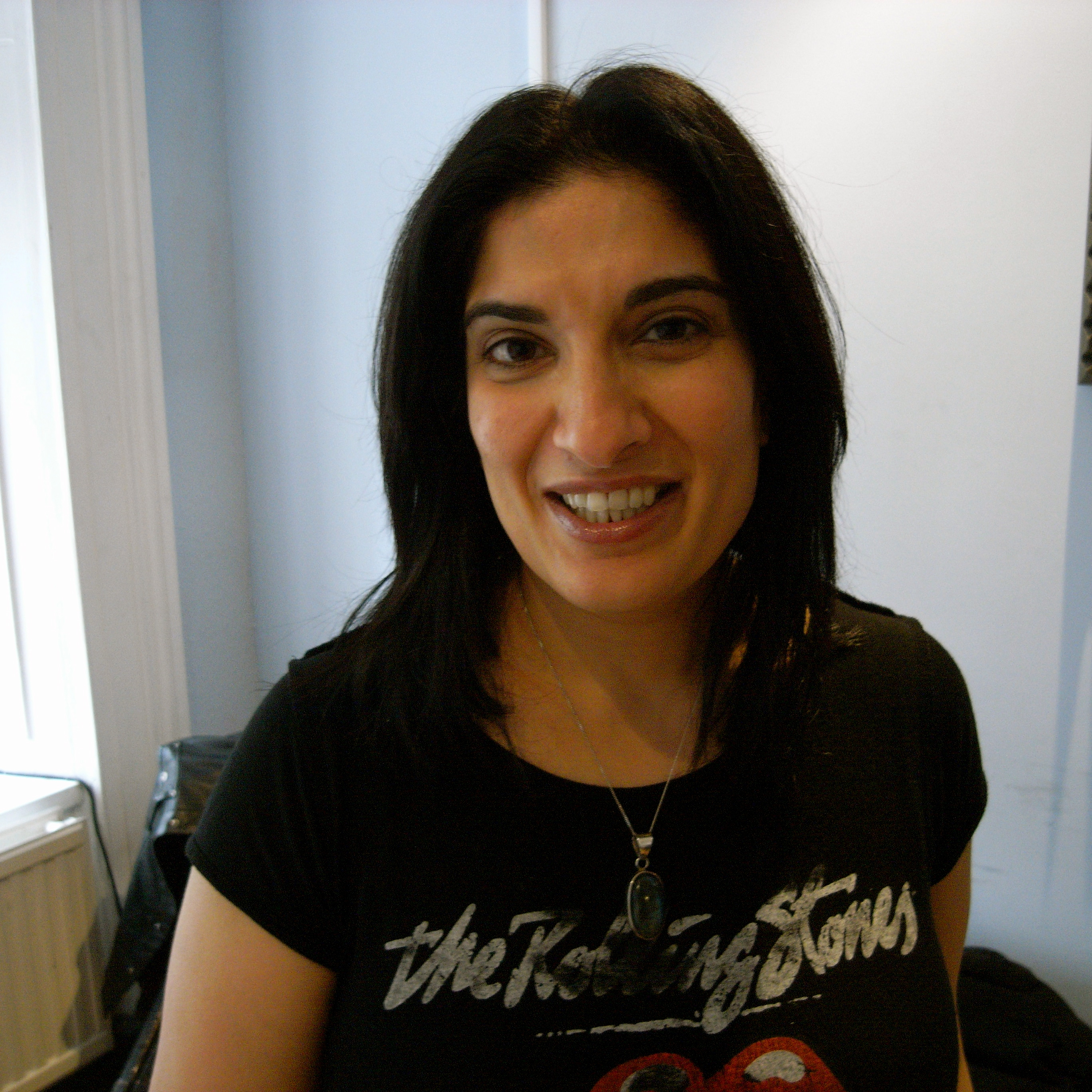
Mina Anwar

- Mina Anwar (1969), Brits actrice

## Anz
- Santo Anzà (1980), Italiaans wielrenner
- Ludwig Anzengruber (1839-1889), Oostenrijks schrijver